# تخت بسطام سفلي (مقاطعة تشرداول)
تخت بسطام سفلي (بالفارسية: تخت بسطام سفلی) هي قرية تقع في قسم بيجنوند الريفي (مقاطعة تشرداول) في إيران. يقدر عدد سكانها بـ 15 نسمة بحسب إحصاء 2016.